# Palazzo De Lucia
Palazzo De Lucia è un edificio storico situato a Guardiagrele, in provincia di Chieti, che si affaccia lungo via Roma.
Riconducibile al XVIII secolo, periodo di ascesa di numerose famiglie borghesi della città, la sua facciata è caratterizzata da un elegante portale sormontato da due busti maschili. Al primo piano finestre con timpano ad arco si alternano ad aperture con timpano triangolare, di cui alcune affacciano su un balcone con ringhiera in ferro battuto poggiante su mensole di gusto settecentesco. Una scalinata monumentale in pietra e laterizio, con volte rampanti su colonne e pilastri, conduce al piano nobile, in cui è presente un ampio salone dalla volta ellittica.